# Цимош, Лидия Ивановна
Лидия Ивановна Цимош (род. 27 марта 1942, Львов), в девичестве Ясинская — советская украинская легкоатлетка, специалистка по метанию копья. Выступала за сборную СССР по лёгкой атлетике в конце 1960-х годов, победительница и призёрка первенств всесоюзного значения, участница летних Олимпийских игр в Мехико. Представляла Львов и физкультурно-спортивное общество «Динамо».

## Биография
Лидия Цимош родилась 27 марта 1942 года во Львове. Выпускница кафедры лёгкой атлетики Львовского государственного института физической культуры.
Занималась лёгкой атлетикой под руководством тренеров Дмитрия Ивановича Оббариуса и Вадима Александровича Запорожанова, выступала за всесоюзное физкультурно-спортивное общество «Динамо».
В 1967 году установила личный рекорд в метании копья — 56,08 метра.
Наивысшего успеха в своей спортивной карьере добилась в сезоне 1968 года, когда на чемпионате СССР в Ленинакане с результатом 55,64 превзошла всех соперниц и завоевала золотую медаль. Благодаря этой победе удостоилась права защищать честь страны на летних Олимпийских играх в Мехико — здесь метнула копьё на 53,40 метра, закрыв десятку сильнейших.
В 1971 году выиграла серебряную медаль на Летней Спартакиаде Украинской ССР.